# Рі Се Гван
Рі Се Гван (кор. 리세광, нар. 21 січня 1985 року) — корейський гімнаст, олімпійський чемпіон.
Народився в південній провінції Хамгьон. В 2006 році завоював золоту медаль Азійських ігор. В 2007 році завоював бронзову медаль на чемпіонаті світу в Штутгарті. В 2012 році переміг на Чемпіонаті Азії. На чемпіонаті світу 2014 року в Наньніні здобув золоту медаль в опорному стрибку.